# Kings Peak
De top van Kings Peak is met een hoogte van 4123 meter het hoogste punt in de Amerikaanse staat Utah. Met een prominentie van 1935 m is Kings Peak de op 18 na meest prominente piek van de 48 aaneengesloten staten. Kings Peak werd vernoemd naar de Clarence King: de eerste voorzitter van de United States Geological Survey, en voormalig landmeter in het gebied rond Kings Peak.
Kings Peak ligt in het Ashley National Forrest en de High Uintas Wilderness, net ten zuiden van de centrale as van de Uinta Mountains. Gelegen in het noordoosten van Utah, ligt de top van Kings Peak ongeveer 127 km ten oosten van Utah's hoofdstad Salt Lake City en 72 km ten noorden van Duchesne, hoofdplaats van Duchesne County.
Er zijn drie populaire manieren om de top van Kings Peak te bereiken:
- Scrambling langs de oostzijde van de berg;
- een wandelpad langs de noordelijke kam;
- en een lange, doch vrij eenvoudige wandeling langs de zuidkant van Kings Peak.

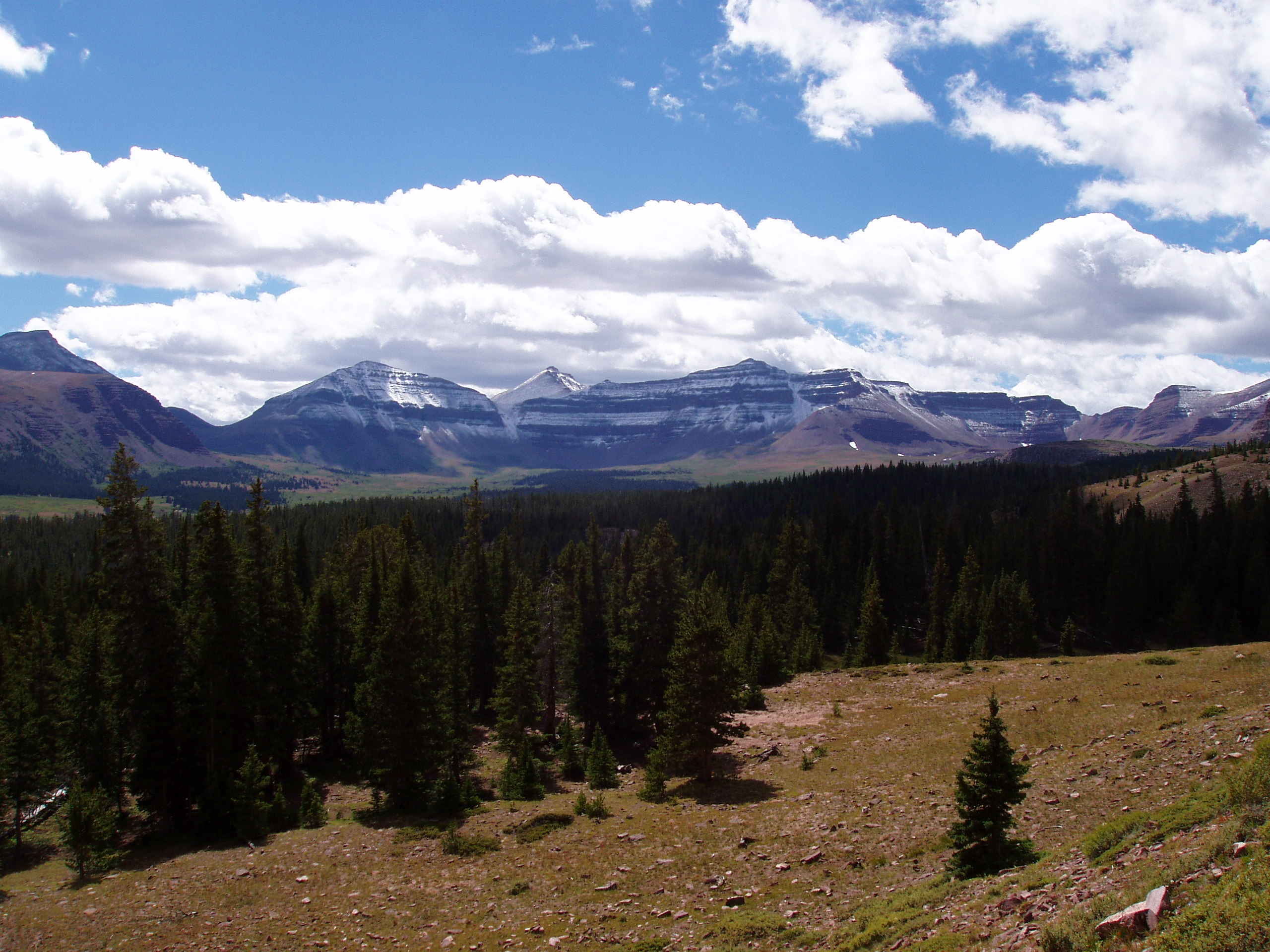
Kings Peak gezien vanuit het noorden, met het Henry's Fork Basin ervoor